# 赵顺孙
赵顺孙（1215年—1276年），字和仲，号格庵，学者称格斋先生。处州缙云县云塘（今浙江省缙云县）人。南宋末年大臣，宋度宗时同知枢密院事。

## 生平
赵顺孙出生在儒学世家，八岁能诵解九经。宋宁宗嘉定十五年（1222年）赐童子出身，勤奋苦读三十年，春秋两试都名列榜首。宋理宗淳祐十年（1250年）赵顺孙中进士。初授太平州学教授，改任临安府学教授。景定元年（1260年），应召赴试，升秘书省正字兼景献府教授。景定二年（1261年），晋升为校书郎，添差婺州通判，后因母丧解任。宋度宗咸淳元年（1265年），任秘书郎，转任监察御史。咸淳四年（1268年），出知平江府，创学道书院。从秘书郎至侍御史，都兼任讲读之职。多次劝谏宋度宗去侈心，惜恩赏。力论贾似道公田法之弊，遇灾异每每援据经传和历朝故实，随时致戒劝讽。累次上言时弊，陈述力持大体。筑学道书院讲学，学者称之为格斋先生。咸淳五年（1269年），召为吏部侍郎，转任吏部尚书。襄阳当时被元朝大军所围，他奏请急援襄阳。咸淳六年（1270年）, 进端明殿学士，拜同签书枢密院事兼权参知政事，转任同知枢密院事。咸淳八年（1272年），为同知院事兼参知政事。咸淳十年（1274年）出任福建安抚使。知宋将亡，时事不可为，回家忧愤而卒。其父曾经向朱熹门人求学，有得于四书之学，赵顺孙家学传承，研治经学，以朱熹之学为宗。撰《四书纂疏》。另有《近思录精义》、《孝宗系年录》、《格斋集》等著作行世。